# Toxină
Toxina (din limba greacă τοξικόν toxikòn=otravă) este o substanță organică cu acțiune toxică, de origine bacteriană, fungică, vegetală sau animală. Din punct de vedere chimic, majoritatea toxinelor sunt proteine.
Cea mai toxică substanță cunoscută este toxina botulinică, urmată de toxina tetanică.

## Etimologie
Termenul a fost preluat în limba română din limba franceză (fr. toxine), unde a fost preluat din limba latină (lat. toxicum), care l-a preluat din limba greacă (gr. toxikòn="otravă").